# La Ligne de démarcation
La Ligne de démarcation is een Franse oorlogsfilm uit 1966 onder regie van Claude Chabrol. Het scenario is gebaseerd op de memoires van Frans verzetsheld Gilbert Renault.

## Verhaal
Tijdens de Tweede Wereldoorlog vormt een brugje in een dorp in de Jura de grens tussen vrij en bezet gebied. De Britse vrouw van een Franse graaf verzet zich tegen de Duitse bezetter.

## Rolverdeling
| Acteur              | Personage                 |
| ------------------- | ------------------------- |
| Jean Seberg         | Gravin de Damville        |
| Maurice Ronet       | Graaf de Damville         |
| Daniel Gélin        | Dr. Jacques Lafaye        |
| Jacques Perrin      | Michel                    |
| Stéphane Audran     | Mevrouw Lafaye            |
| Reinhard Kolldehoff | Majoor von Pritsch        |
| Claude Léveillée    | Kapitein Duncan Presgrave |
| Roger Dumas         | Chéti                     |
| Jean Yanne          | Tricot                    |
| Noël Roquevert      | Eugène Menetru            |